# ウィンザー条約
ウィンザー条約（英: Treaty of Windsor, 葡: Tratado de Windsor）は、1386年にイングランド王国とポルトガル王国の間で結ばれた同盟条約。現存する最古の2国間同盟である。
ポルトガル王ジョアン1世とランカスター公ジョン・オブ・ゴーントの娘フィリッパを結婚させることで結ばれた。スペイン・ハプスブルク家のポルトガル支配を退ける際にも利用された。